# Nikolle Correa
Nikolle del Rio Aid Correa (Sabará, 13 dicembre 1985) è una pallavolista brasiliana.
Gioca nel ruolo di schiacciatrice nel São Caetano.

## Carriera
La carriera di Nikolle Correa inizia nel 2002, tra le file del Rio de Janeiro Vôlei Clube. Nel 2003 viene ingaggiata dall'Osasco Voleibol Clube, con cui disputa due stagioni, aggiudicansodi altrettante edizioni del campionato brasiliano. Nella stagione 2005-06 gioca per la prima volta all'estero, ingaggiata dalla Pallavolo Aragona nella Serie A2 italiana. Dopo la stagione in Italia, viene ingaggiata dal VakıfBank Güneş Sigorta Spor Kulübü nel campionato turco, prima di tornare nel 2007 in Brasile, per giocare nell'Esporte Clube Pinheiros.
Nella stagione 2008-09 torna a giocare nella Serie A2 italiana, vestendo la maglia del Life Volley Milano. Al termine della stagione torna in Brasile, ingaggiata dallo Sport Club do Recife. Nel 2010 viene ingaggiata dalla squadra greca dell'AEK Atene. Nella stagione 2011-12 torna a giocare in Brasile nel GRER. Nella stagione 2013-14, dopo un anno di inattività, ritorna ingaggiata dal CTGM São Luís.

## Palmarès

### Club
- Campionato brasiliano: 2

2003-04, 2004-05